# Giovanni Orseolo
Giovanni Orseolo, in den zeitnahen Quellen Johannes Urseolus (* 984 in Venedig; † 1007 daselbst), war von 1002 bis zu seinem Tod Mitdoge seines Vaters Pietro II. Orseolo. Da wir über keinen anderen Dogen des Frühmittelalters so genau in Kenntnis sind, besteht eine ähnlich günstige Quellenlage auch in Bezug auf seinen Sohn. Dies liegt daran, dass Johannes Diaconus, der Verfasser der Istoria Veneticorum, einem der ältesten venezianischen Geschichtswerke, nicht nur Zeitgenosse war, sondern persönlich in Diensten des Dogen stand und auf höchster diplomatischer Ebene agierte. 
Zu den politischen Erfolgen trugen sowohl freundschaftliche Beziehungen zu den Kaisern der beiden Großreiche ihrer Zeit, als auch Eheprojekte seiner beiden Söhne Giovanni (Johannes) und Ottone (Otto) bei, die nacheinander Mitdogen wurden. Der ältere Sohn, Johannes, starb 1007 mitsamt seiner byzantinischen Ehefrau Maria und ihrem gemeinsamen Sohn Basilios, benannt nach ihrem Onkel, dem Kaiser Basilios II., an einer Epidemie („pestilentia“). Der jüngere Sohn, dessen Name auf Kaiser Otto III. zurückging, der sein Taufpate war, folgte seinem Vater statt des älteren Bruders 1009 im Dogenamt. Der überaus einflussreiche Benediktiner Petrus Damiani verurteilte Marias Lebensstil in einem seiner Briefe. 

## Einordnung, Familie, Mitherrschaft und dynastisches Eheprojekt
Giovanni entstammte gleich zweien der einflussreichsten Familien Venedigs. Sein Großvater war 976 bis 978 Doge – er wurde 1731 heiliggesprochen –, seine Großmutter war Felicia Malipiero. Mit der Tochter des Dogen Vitale Candiano, Maria, hatte Giovannis Vater, Pietro II., fünf Söhne und vier Töchter, darunter Johannes (Giovanni) selbst. Dessen vier Brüder waren Orso (988–1049), Bischof von Torcello und Patriarch von Grado sowie kurzzeitig Nachfolger seines Bruders Ottone, dann Vitale (* um 998; † nach 1040), gleichfalls Bischof von Torcello in der Nachfolge seines Bruders, besagter Ottone, der seinem Vater Pietro II. im Amt folgte, und schließlich Enrico, von dem nur der Name bekannt ist. Seine vier Schwestern waren Hicela (Icella), die Stephan (Stjepan), den Sohn des kroatischen Königs Krešimir III. heiratete (?), sowie die drei ins Kloster geschickten Schwestern. Diese waren Felicitas, die den Namen der Großmutter erhalten hatte, und die Äbtissin des Klosters San Giovanni Evangelista di Torcello wurde, sowie zwei weitere Schwestern, deren Namen jedoch nicht überliefert sind.
Den Rahmen, der die Politik Pietros II. und seines Sohnes und Mitdogen Johannes mitbestimmte, bildeten vor allem die Großmächte ihrer Zeit. Am 19. Juli 992 erhielt Venedig eine umfassende Goldbulle, die seinen Händlern im Byzantinischen Reich enorme Vorteile verschaffte. Ähnliches gelang Venedig gegenüber dem König des Römisch-deutschen Reiches und Kaiser Otto III., der den Venezianern gleichfalls umfassende Immunitäten einräumte. Entscheidend für die entstehende, zunächst ökonomische Großmachtstellung Venedigs war neben den ungemein großen Handelsvorteilen der beiden Privilegien die Anlehnung an Otto III., der 996 nach Italien kam. Während er Residenz in Verona nahm, erklärte er sich einverstanden, Taufpate (‚padrino‘) eines der Söhne Pietros anlässlich dessen Konfirmation zu werden. Der Doge seinerseits änderte den Namen dieses Sohnes in „Otho“ (analog dazu nannte er einen anderen seiner Söhne „Enrico“, diesmal zu Ehren des neuen Herrschers des römisch-deutschen Reiches Enrico II, wie Heinrich II. im Italienischen heißt).

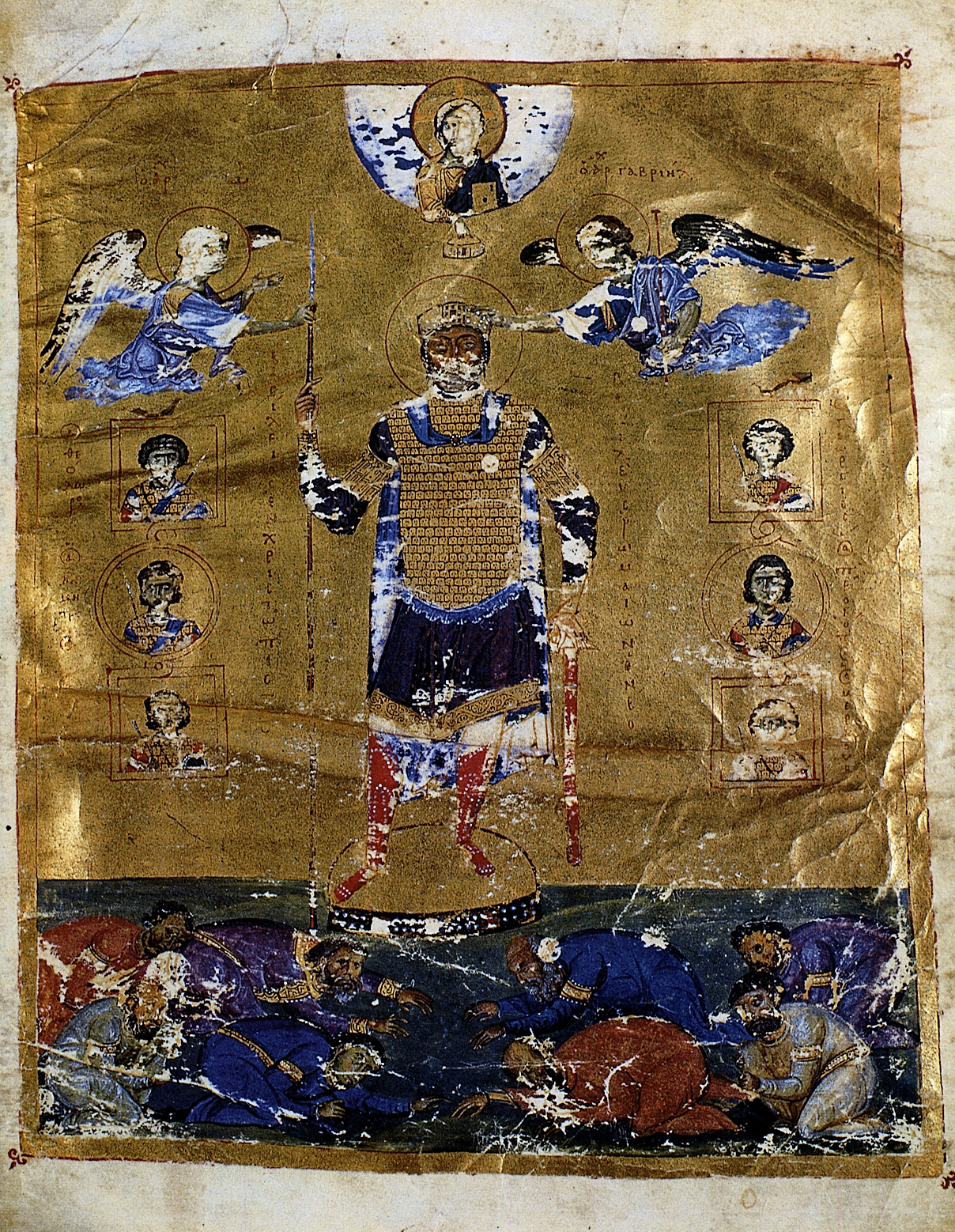
Kaiser Basileios II. im Psalter des Kaisers, 11. Jahrhundert, Biblioteca Nazionale Marciana, Ms. gr. 17, f. 3r

Dem Dogen gelang es darüber hinaus, sich geschickt in die Expansionspolitik beider Kaiserreiche einzumischen. Während im Westen die byzantinische Kaisermutter Theophanu auf die Politik des jungen Westkaisers erheblichen Einfluss ausübte, und im Osten Kaiser Basileios II. die Nordgrenzen seines Reiches wieder bis an die Donau ausdehnte, gelang es Venedig, die Grundlagen für ein Seereich zwischen diesen Mächten zu legen.

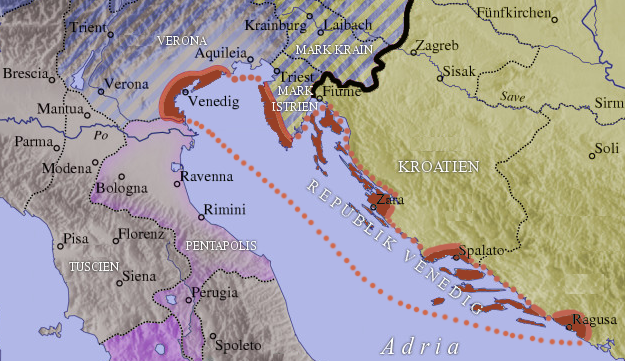
Venezianische Besitzungen um das Jahr 1000

Um diese Machtstellung auszubauen, musste die Adria als Haupthandelsstraße gesichert werden. Im Unterschied zu früheren Kriegszügen griff der Doge daher mit einer erheblich größeren Flotte die schwer zu erobernden Stützpunkte der Narentaner an, die sich als Piraten in der Adria betätigten. Der Sieg über die Narentaner machte Venedig aber keineswegs zur Herrin über Dalmatien, wie spätere Chronisten behaupteten, denn diesen Anspruch setzte zunächst Byzanz durch. 
Die Expedition hatte unter Absprache mit dem byzantinischen Hof stattgefunden, doch führte sie keineswegs zu einer ausschließlichen Ausrichtung der venezianischen Politik nach Osten. Pietro unterhielt zum Ausgleich auch beste Beziehungen zum Westkaiser. So hielt sich Otto III. im April 1001 in Pomposa auf, wo er absprachegemäß auf Johannes Diaconus traf, den Kanzler und Chronisten, der diese Ereignisse detailreich schildert. Heimlich fuhren nach seiner Darstellung die beiden Männer in einem Boot nach Venedig, wo sich der Kaiser mit dem Dogen zunächst im Kloster auf der Insel San Servolo traf, um dann im Kloster San Zaccaria in der Nachbarschaft des Dogenpalasts weitere Absprachen zu treffen. 
Doch die Verhältnisse in Italien änderten sich abrupt, denn 1002 starb Otto III. völlig überraschend im Alter von 21 Jahren. Bereits drei Wochen später, am 15. Februar 1002, wurde in Pavia Arduin von Ivrea zum König gekrönt. Ottos Nachfolger jenseits der Alpen, Heinrich II., konnte sich erst sehr viel später durchsetzen. Aber auch Arduin gelang es jahrelang nicht, über den Nordwesten Italiens hinaus königliche Herrschaft auszuüben. Oberitalien, insbesondere der Nordosten, blieb bis 1014 sich selbst überlassen.
Diese Situation spielte dem Dogen in die Hände, der sich verstärkt seiner östlichen Einflusssphäre zuwandte. Er konnte dort ein potentiell folgenreiches Eheprojekt aushandeln. Schon 1002 hatte Pietro den inzwischen 18-jährigen Johannes zum Mitdogen kooptiert. 1003 führte der Doge persönlich eine Flotte gegen die Sarazenen in Apulien, denen es zum letzten Mal gelungen war, die Byzantiner aus Bari zu vertreiben. Auch diese Expedition war mit dem Ostkaiser abgesprochen, genauso wie die gegen die Narentaner. Der Doge gab die Stadt dem Kaiser zurück. 
Zur Besiegelung des Bündnisses heiratete Johannes die byzantinische Prinzessin Maria, Nichte Kaiser Basileios’ II. Auch deren ein Jahr später in Konstantinopel gezeugtes und in Venedig geborenes Kind erhielt zu Ehren eines Kaisers seinen Namen, nämlich „Basilio“, bzw. „Vasilio“ („Vassilium ob avunculi sui imperatoris nomen imposuit“ heißt es in der Istoria Veneticorum). Diese Ehe hätte der weiträumigen Politik des Dogen ganz neue Möglichkeiten eröffnet, zumal Heinrich II. unverrichteter Dinge aus Italien abzog. Doch einer Epidemie („Pest“, bzw. „pestilentia“) im Jahr 1007 fiel sowohl sein Sohn als auch seine byzantinische Schwiegertochter zum Opfer, ebenso wie deren Sohn. Pietro erhob nun seinen Zweitgeborenen Ottone zum Mitdogen.
Der Doge starb bereits zwei Jahre später. Er wurde neben seinem erstgeborenen Sohn Johannes im Atrium von San Zaccaria begraben.

## Rezeption

### Hochmittelalter bis Ende der Republik
Für das Verhältnis sowohl zu den Ottonen als auch zur Makedonischen Dynastie war diese Phase von entscheidender Bedeutung, denn Venedig konnte zu den weit überlegenen, überaus expansiven Kaiserreichen freundschaftliche Beziehungen halten, gegenüber dem Römisch-deutschen Reich wiederherstellen. Diese Bemühungen mündeten nach den Auseinandersetzungen mit Otto II. in ein scharf kontrastierendes, freundschaftliches Verhältnis mit dessen Sohn und Nachfolger Otto III. Für das Venedig des 14. Jahrhunderts war die Deutung, die man der Herrschaft des Orseolo gab, von höchster Bedeutung im Kontinuum der äußeren Beziehungen. Das Augenmerk der Chronik des Dogen Andrea Dandolo repräsentiert dabei in vollendeter Form die Auffassungen der längst fest etablierten politischen Führungsgremien, die vor allem seit diesem Dogen die Geschichtsschreibung steuerten. Sein Werk wurde von späteren Chronisten und Historikern immer wieder als Vorlage benutzt, daher wurde es überaus dominierend für die Vorstellungen von der venezianischen Geschichte vor seiner Zeit. Wichtiger jedoch als diese Quelle ist die Chronik des Johannes Diaconus, der in die Ereignisse offenbar persönlich involviert war. Dabei stand bei beiden Chronisten das Recht aus eigener Wurzel, mithin die Herleitung und Legitimation ihres territorialen Anspruches, im Mittelpunkt. Daher war schon immer die Anerkennung und möglichst die Erweiterung der „alten Verträge“ durch die jeweils neu ins Amt gelangten Kaiser (und Könige) von enormer Bedeutung. 992 gelang im Osten ein Durchbruch mit einem Privileg, das Venedigs dortigen Händlern eine enorme, irreversible Dominanz verlieh. Die Frage der Erbmonarchie, die die Candiano zu ihrer Zeit durchzusetzen versuchten, und die trotz der Katastrophe von 976 bald wieder virulent wurde, war zur Zeit Andrea Dandolos in keiner Weise mehr mit den Interessen der zu dieser Zeit herrschenden Familien, vor allem aber nicht mehr mit dem Stand der Verfassungsentwicklung in Übereinstimmung zu bringen. Zugleich blieb der Ausgleich zwischen den ehrgeizigen und dominierenden Familien eines der wichtigsten Ziele, die Herleitung der herausgehobenen Position der ‚nobili‘ im Staat von großer Bedeutung. Die Etappen der politischen Entwicklungen, die schließlich zur Entmachtung des Dogen, dem man zunehmend Repräsentationsaufgaben zuwies, aber keine eigenständigen Entscheidungen mehr zugestand, war ein weiteres Darstellungsziel, auch wenn Pietro II. Orseolo geradezu das Gegenteil dieses Herrschertyps verkörperte, denn in ihm sah man geradezu absolutistische Züge. Die Erhebung seines Sohnes Johannes zu beinahe kaiserlicher Würde stellte dabei einen Höhepunkt dar, der jedoch ein jähes Ende durch die besagte Epidemie fand.
Die älteste volkssprachliche Chronik Venedigs, die Cronica di Venexia detta di Enrico Dandolo aus dem späten 14. Jahrhundert beschreibt zwar die väterliche Eroberung von „Dalmatia et Croatia“, und auch, dass „Octo Orsiolo“, der Sohn des Dogen, an anderer Stelle auch „Otto Ursiollo“ genannt, als Rektor nach Ragusa ging. Auch den Besuch Ottos III. beschreibt sie knapp, erwähnt jedoch Johannes mit keinem Wort.

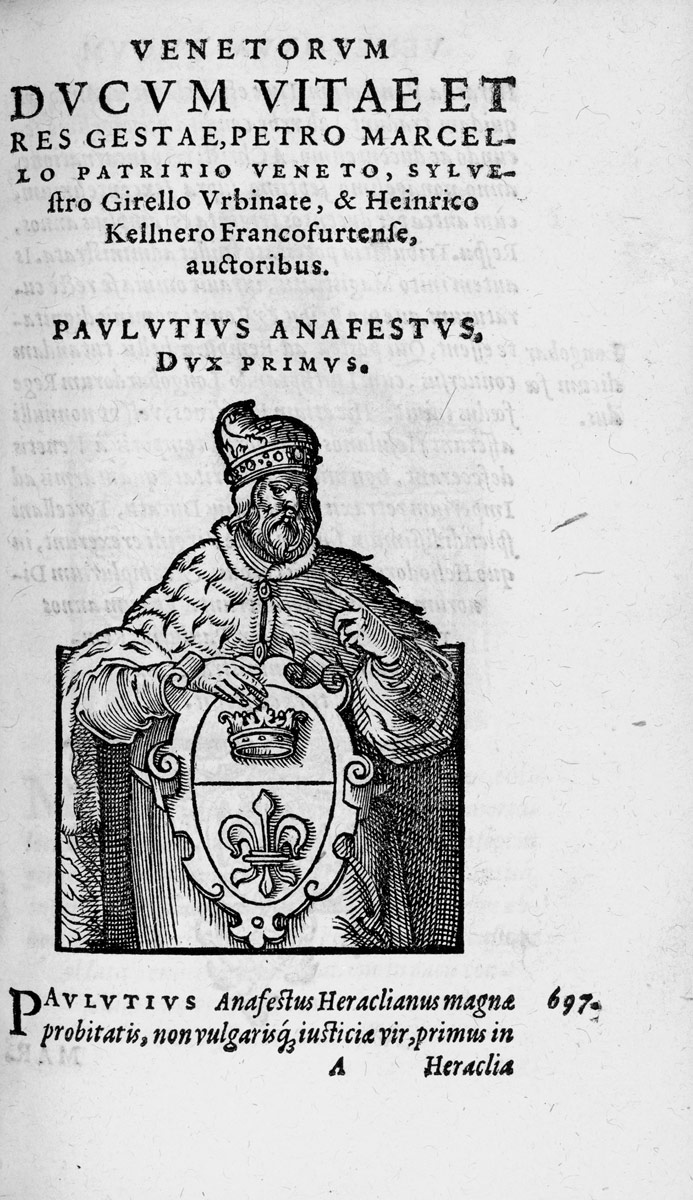
Seite aus einer Ausgabe der Vite de'prencipi di Vinegia des Pietro Marcello, die den (angeblichen) ersten Dogen darstellt.

Pietro Marcello meinte 1502 in seinem später ins Volgare unter dem Titel Vite de'prencipi di Vinegia übersetzten Werk, dem Dogen sei wegen seiner Verdienste „per publico consentimento“ gestattet worden, seinen Sohn „Giouanni“ zum „compagno“ zu erheben. Dieser kehrte mit seiner Frau und seinem Bruder „Otone“ sowie vielen Geschenken aus Konstantinopel zurück, und starb. Nachdem Pietro glücklich 18 Jahre lang regiert hatte, ergänzt der Verfasser unmittelbar nach dem tragischen Tod von Sohn, Schwiegertochter (und Enkel, den Marcello gar nicht erwähnt), starb der Doge.
Nach der für die frühere venezianische Geschichte vor 1280 eher lakonischen, 1532 fertiggestellten Chronik des Gian Giacomo Caroldo, den Historie venete dal principio della città fino all’anno 1382, folgt ein vergleichsweise detailreicher Bericht über Pietro II. Orseolo. Pietro schickte Gesandte nach Konstantinopel, die von den beiden Kaisern ein Immunitätsprivileg erhielten, das den Venezianern die freie Schifffahrt und den Handel mit Waren an allen Orten in ihrem Reich gestattete. Auch zu Otto III. entsandte er zwei Männer, die nicht nur die ‚gewohnten‘ Privilegien erhielten, wie der Autor hervorhebt, sondern der Republik ehrenvolle neue Prärogativen, dass kein Rebell mehr Aufnahme finde im Imperium. Als Otto III. nach Italien kam, wurde ein Friedensvertrag geschlossen, die persönlichen Bindungen erfolgten über die Kinder des Dogen. Folgt man Caroldo, dann schickte der Doge seinen Sohn Pietro auf Ersuchen „Sua Maestà“ nach Verona, wo der Kaiser zu dessen Paten wurde. Der Sohn hieß nunmehr „Otho“ und er kehrte mit reichen Geschenken zurück. Als sich der Kaiser in Ravenna aufhielt – auch dies in Gegensatz zu anderen Chroniken –, schickte der Doge seine „Oratori“ Pietro Gradenigo und „Gioanni Diacono“, die ein neues Privileg erhielten. Der Autor meint, die Kaiser „Basilio et Constantino“ hätten den Dogen gebeten, seinen Sohn nach Konstantinopel zu schicken, der „honorato“ und mit ‚nicht geringen Geschenken‘ zurückkehrte (S. 79). Auch den Konflikt mit den Narentanern suchte der Doge durch Ehepläne zu lösen. „Serigna“, der von seinem Bruder vertrieben worden war, verbündete sich mit Venedig und überließ dem Dogen seinen Sohn „Steffano“ als Geisel. Diesen verheiratete der Doge mit seiner Tochter „Nicela“. Als Gesandten, so der Verfasser, habe der Doge wieder „Gioanni Diacono“ zu Kaiser Otto gesandt, um diesem einen Sieg zu melden. Otto ging, wie vereinbart, in die Abtei Pomposa, bestieg dort mit sechs Dienern und Vertrauten sowie Johannes Diaconus ein Boot und kam unerkannt nach San Servolo. Von dort besuchten die beiden Herrscher des Nachts San Zaccaria und den hl. Markus, dann den Dogenpalast. Schließlich hielt der Kaiser eine Tochter des Dogen bei der Taufe. Nachdem Otto Venedig verlassen hatte, rief der Doge das Volk zusammen, um vom heimlichen Besuch des Kaisers zu berichten. Wegen der großen Verdienste des Dogen forderte ihn das Volk auf, seinen Sohn zum Mitdogen zu erheben. Die beiden Dogen, wie es ausdrücklich heißt, schickten Johannes Diaconus 1002 zum Nachfolger des verstorbenen Kaisers, zu Heinrich II. Er erhielt die gewohnten Privilegien für Venedig, der Kaiser ernannte („nominò“) den zweiten Pietro Orseolo nicht nur zum Dogen von Venedig, sondern auch von Dalmatien. Eine Flotte unter Führung seines Mitdogen und Sohnes versorgte das von Sarazenen belagerte Bari mit Lebensmitteln. Zusammen mit der Flotte unter Führung des kaiserlichen „Gregorio capitano“ besiegte er die Belagerer in einer Seeschlacht, woraufhin die Belagerung gesprengt wurde. Die beiden Dogensöhne Johannes und Otto wurden von den beiden Kaisern in Konstantinopel mit großen Ehren empfangen. Johannes gab man – ein zentrales Element der Heiratspolitik – die besagte Maria zur Frau. Als er mit ihr nach Venedig zurückkehren wollte, bat ihn Kaiser Basileios zu warten, bis er die Bulgaren besiegt habe. Nach seiner Rückkehr erhielt Johannes den Titel eines Patricius. Mit den Reliquien der hl. Barbara und „Otho“ kehrte das Paar zurück, das kurz nach der Rückkehr einen Sohn bekam, der den Namen „Basilio“ erhielt. Doch im 15. Jahr des Dogen kam ein Sterben, wie „quasi“ überall in der Welt. Man fand kein Heilmittel („remedio“), denn was dem einen half, schadete dem anderen. Die Erkrankten wurden lethargisch und ließen sich von der „pestilenza“ überwältigen. Am 16. Tag starben auch Johannes und Maria. Um den Dogen zu trösten, erhoben die Venezianer Otho auf Torcello zum Mitdogen. Dort wurde Felicita zur Äbtissin von San Giovanni Evangelista ordiniert. Der Doge starb im 17. Jahr seiner Herrschaft mit 48 Jahren und wurde in San Zaccaria beigesetzt.
Heinrich Kellner setzt in seiner 1574 erschienenen Chronica das ist Warhaffte eigentliche vnd kurtze Beschreibung, aller Hertzogen zu Venedig Leben ebenfalls mit einer sehr positiven Beurteilung der äußeren und inneren Situation ein, hebt aber zunächst das byzantinische Privileg von 992 hervor. Zu König Otto, auf dem Weg nach Rom, schickte Petrus seinen Sohn nach Verona „und ward Otto genennt“. „Hernach kam Otto / doch unbekannt gen Venedig / dann er hatte es Gott gelobet“ – dies ist die einzige Begründung Kellners für den heimlichen Besuch in Venedig. „Umb seiner verdienst willen / gegen dem gemeinen Nutzen“ wurde dem Dogen schließlich erlaubt, „daß er seinen Son Johannem zu einem Gehülffen oder Coadiutum neme.“ Doch starb dieser, nachdem er „mit seinem Weib / unnd seinem Bruder Otone“ aus Konstantinopel zurückgekehrt war. 
In der Übersetzung von Alessandro Maria Vianolis Historia Veneta, die 1686 in Nürnberg unter dem Titel Der Venetianischen Hertzogen Leben / Regierung, und Absterben / Von dem Ersten Paulutio Anafesto an / biss auf den itzt-regierenden Marcum Antonium Justiniani erschien, berichtet der Autor, wie „Kayser Otto der IV.“ „gantz unbekannter Weis / nach Venedig gekommen / allwo er in dem Kloster St. Servol, nur allein von fünff seiner Dienern begleitet/ eingekehret“. „Als er aber von den hellsehenden Luchs-Augen der politischen Vorsichtigkeit / gar balden erkennet worden / hat er von dem Hertzogen / jedoch in der Stille / gar öfters Visiten empfangen“. „Durch allgemeine Verwilligung“ sei es dem Dogen „zugelassen worden / daß er seinen Sohn Johannem zu einen Gehülffen/zu sich nehmen mögen“. Doch sei dieser zusammen mit seiner Frau nach der Rückkehr aus Griechenland „an der damalig grassirenden Pest“ gestorben. Nur wenige Tage danach habe der Doge, da auch noch viele Venezianer an der Krankheit starben, in großer „Bekümmerniß“ seinen Geist aufgegeben und sei seinem Sohn nachgefolgt. 
1687 überging Jacob von Sandrart in seinem Opus Kurtze und vermehrte Beschreibung Von Dem Ursprung / Aufnehmen / Gebiete / und Regierung der Weltberühmten Republick Venedig sowohl die Taufen als auch die Eheprojekte.

### Historisch-kritische Darstellungen (ab dem 18. Jahrhundert)
Johann Friedrich LeBret publizierte ab 1769 seine vierbändige Staatsgeschichte der Republik Venedig, in deren erstem Band er referiert, dass seiner Auffassung die Orseolo „wohl, sie hatten schöpferische Staatsgenies: aber desto unerträglicher wurden sie einer Republik, je monarchischer ihre Denkungsart war“ (S. 233). Im Gegensatz zu Sandrart schildert er ausführlich die Verbindungen zwischen den herrschenden Familien. Der Dogensohn Piero kam nach Verona, damit der Kaiser als Pate anlässlich seiner Firmung auftreten konnte. Bei dieser Gelegenheit erhielt der Dogensohn den Namen Otto. Auf der Rückreise von Rom ging Otto III. nach Ravenna, wo er der „Aebtissin Petronia, von dem Kloster des heiligen Zacharias in Venedig ihre Güter bestätigte“. Schon vor dem Feldzug gegen die Narentaner hatte der Doge seinen Sohn Johannes nach Konstantinopel geschickt, wo er die Einwilligung des Kaisers erhalten hatte. Auch das Eheprojekt mit einem der kroatischen Könige führt der Autor aus, während sich ihm Spalato, „die Hauptstadt Dalmatiens“, unterstellte. „Orseolo kehrte also im Triumphe wieder nach Venedig zurück“, doch „die ältesten Geschichtsschreiber melden noch nichts von den Obrigkeiten, welche die Venetianer in Dalmatien niedergesetzt. Es ist dieses eine bloße Erfindung des Sabellicus, die nirgends als in seinem Gehirne gegründet ist“ (S. 244 f.), merkt er kritisch an. Bei LeBret trifft Johannes Diaconus in Como auf Otto III., wo er erst spät vom Triumph des Dogen erfuhr. Bei LeBret ging die Initiative zu einem Treffen in Venedig vom Kaiser aus. Schließlich schildert der Autor die Vertreibung der Sarazenen vor Bari. Die byzantinischen Kaiser initiierten ein Eheprojekt, durch das Maria „eine Tochter des Patricius Argyropulos“ Johannes, den ältesten Dogensohn ehelichte. Wegen seiner Ausführlichkeit vermutet LeBret, dass Johannes Diaconus mit dem Dogensohn gereist sei. „So bald der Bräutigam bey Hofe angekommen war, so kam er und seine durchlauchtigste Braut in der Kapelle zusammen, wo sie der Patriarch einsegnete. Die beyden Kaiser legten ihnen die Hände auf, und kröneten sie mit goldenen Kronen. Hierauf wurden bey Hofe drey Tage nach einander, die Beylagersfeyerlichkeiten in der größten Pracht und einer Verschwendung, welche den griechischen Kaisern eigen war, begangen. Einem jeden, der bey Hofe erschienen war, wurden Geschenke ausgetheilet, und die Neuverlobten begaben sich in den Pallast, den die Prinzessinn Maria zur Morgengabe erhalten hatte. Basilius nahm einen Feldzug wider die Bulgaren vor, und bath den Johannes, sich an seinem Hofe bis zu seiner Rückkehr zu verweilen. Nachdem der Kaiser zurück gekommen war, erhob er den Herzog Johannes mit allen Feyerlichkeiten zur Würde eines Patriciers, und behandelte ihn in allen Stücken als einen Prinzen vom Geblüte. Seinem jüngeren Bruder, dem Otto, machte er ansehnliche Geschenke, übergab den Neuverlobten die sehr reiche Morgengabe, und entließ sie. Den Aeltern der Maria und dem ganzen Hofe kostete dieser Abschied die zärtlichsten Thränen; man erwies der Prinzessinn überall, wo sie auf ihrer Reise hinkam, die ihrem Stande gebührende Ehrenbezeugungen, und in Venedig erwartete der Doge seinen Sohn mit größter Sehnsucht. Man schickte der Prinzessinn und ihrem Gemahle Schiffe entgegen, und empfieng sie bey dem fürstlichen Pallaste mit dem größten Gepränge. Die Lustbarkeiten und die Freudenbezeugungen daureten noch eine Weile fort, und man bemerkete überall einen wahrhaftig königlichen Staat. Die Freude des Dogen wurde vollkommen, als Maria von einem Prinzen entbunden wurde, welchen der Doge zur Taufe hob, und nach dem mütterlichen Oheim Basilius nennen ließ. Diese Prinzessinn scheint die Ueppigkeit in Venedig und in ganz Italien ausgebreitet zu haben. Peter von Damiano schildert uns ihre Lebensart fast als sybaritisch. Sie hatte kein gemeines Wasser, sondern ließ sich durch ihre Bediente Thau vom Felde sammlen, in welchem sie sich zur Erhaltung ihrer Schönheit badete. Sie führete Verschnittene an ihrem Hofstaate ein , welche ihre Speisen vorschneiden mußten. Ihr Zimmer war mit wohlriechendem Geruche ausgefüllt. Aber wer wird nicht über den heiligen Damiani lachen, wenn er das goldene Messer, und die zweyzackichte Gabel auch zu den Ueppigkeiten der Prinzessinn rechnete? Wie roh müssen die Sitten dieses Jahrhunderts gewesen, und wie viel Aufsehen müssen die griechischen Galanterien gemacht haben?“ (S. 249 f.). Doch der Geist des Dogen wurde nach all den Erfolgen, wie der Autor meint nun durch „Widerwärtigkeiten“ geprüft. Als erste starb Maria „durch diese giftige Seuche überfallen; und kaum war sie eine Leiche, so folgete ihr nach sechzehn Tagen auch ihr Gemahl Johannes in dem Tode nach.“ Die beiden wurden in San Zaccaria beigesetzt. „Die Aeltern und das Volk beklageten den Verlust eines Regenten, der sechs Jahre mit seinem Vater auf das rühmlichste regiert hatte.“ Zum Trost forderte ihn das Volk auf, seinen 14-jährigen Sohn Otto „zum Mitregenten anzunehmen“.
Samuele Romanin, der sehr detailreich darstellende und in den historischen Zusammenhang einbettende Historiker, der diese Epoche 1853 im ersten der zehn Bände seiner Storia documentata di Venezia darstellte, meint, die erste Tat des Dogen habe im Aussenden von Unterhändlern zu den Kaisern des Westens und des Ostens bestanden. Romanin vertritt die Ansicht, das Privileg von 992 habe aus den „Protetti“ (‚Beschützten‘) „Protettori“ (‚Beschützer‘) werden lassen. Darüber hinaus reichten die diplomatischen Kontakte bis zu den Sarazenen. Dies allein zeige schon an, dass sich das politische Konzept Venedigs verändert habe. Romanin sieht zudem eine gesteigerte Abhängigkeit der Nachbargebiete vom venezianischen Handel. Innerhalb Venedigs veranlasste der Doge gemeinsam mit der Volksversammlung, dem Concio, dass sich jedermann in Gegenwart des Dogen angemessen zu verhalten habe, mit Respekt und Ehrerbietung, dazu ein Verbot Tumulte oder Waffengänge im Dogenpalast zu wagen – in Zeiten, in denen selbst Sklaven Waffen trugen, ein überaus wichtiger Schritt, um zur „santità della parola“ (‚Heiligkeit des Wortes‘) und zur öffentlichen Ruhe zurückzukehren, und um Gewalt und brutale Machtausübung zu beenden, wie Romanin ergänzt. Danach beschreibt der Autor das Vorgehen gegen die Narentaner (S. 274–281). Die byzantinischen Kaiser hätten nach seiner Auffassung Dalmatiens niedergegangene Städte lieber in den Händen des befreundeten Venedig, als in denen der Piraten gesehen. Für ihn fügten sich die Städte und Inseln in eine Art Vasallität, weil sie den Schutz Venedigs suchten. Einmütig räumte der Concio dem Dogen den Titel „Duca di Dalmazia“ ein. Schließlich berichtet Romanin, Johannes Diaconus folgend, vom heimlichen Besuch Kaiser Ottos III. Ottos Nachfolger Heinrich II. bestätigte Venedigs Privilegien. Zwei Jahre nach dem kaiserlichen Besuch sei Johannes „gli fu dato volentieri a collega il figlio Giovanni“, ‚wurde ihm gern sein Sohn Johannes als Kollege beigegeben‘. Grundlage war nach Romanin die Bewunderung für den Dogen und zugleich, dass der junge Sohn bereits vielversprechend war („bene di sè prometeva“, S. 286). Auch mit den Ostkaisern setzten sich die guten Beziehungen fort, Venedig gab nach der Rückeroberung Bari zurück und half bei der Vertreibung der Sarazenen nach einer dreitägigen Schlacht. Nach Romanin erfolgte die Einladung des Dogensohnes an den Hof in Konstantinopel aus Dankbarkeit für die Rückgabe Baris. Giovanni und Ottone reisten an den Hof, der Ältere erhielt Maria zur Frau, eine Tochter der Kaiserschwester und des Patrizius „Argiro“. Dabei werden Verehelichung und Verleihung des Patriziustitels im Hippodrom von Romanin ausführlich geschildert. Doch das Paar fiel, aller Wahrscheinlichkeit („a quanto pare“) mitsamt dem Sohn Basilio, der erstmals in Venedig grassierenden Pest zum Opfer, auf die der Hunger folgte. Trotz der Not gestattete das mit dem Dogen leidende Volk die Einsetzung des jüngeren Sohnes Ottone als Mitdoge. 

Italien und der Adriaraum um 1000. Gfrörer deutet die Aufteilung Bayerns in die Marken Kärnten und Verona als Umklammerung Venedigs im Rahmen der Weltpolitik Ottos II., während mit dessen Sohn Otto III. eine für Venedig sehr viel günstigere Epoche begann. Die Verehelichung des Dogensohnes mit einer kaiserlichen Nichte erhielt damit einen neuen Stellenwert.

August Friedrich Gfrörer († 1861) nimmt in seiner, erst elf Jahre nach seinem Tod erschienenen Geschichte Venedigs von seiner Gründung bis zum Jahre 1084 an, dass die Überlieferung „lückenhaft“ sei, „und zwar“, wie er meint, „meines Erachtens darum, weil die Chronisten aus Staatsrücksichten Vieles verschwiegen haben.“ Die Gegner der Orseolo, die Anhänger der „byzantinischen Partei“ in der Stadt, die Gfrörer über die gesamte davor liegende Geschichte Venedigs am Werke sieht, und die sich einer pro-westlichen Partei gegenübersahen, hätten sich derweil verändert: Sie standen nun nicht mehr für byzantinische Seite, sondern für die venezianische Unabhängigkeit und die Verfassung. Dies hing wiederum damit zusammen, dass Byzanz für Venedig keine Gefahr mehr dargestellt habe, im Gegensatz zu den Ottonen, dass es aber als Widerpart gegen diese Ottonen sehr nützlich sein konnte. Die Einsetzung eines neuen Dogen lag inzwischen beim Großen Rat (dessen frühe Existenz Gfrörer bereits ab 959 mutmaßt (S. 390)), nicht mehr beim Ostkaiser. Diese Partei sei mit Pietro II. Orseolo 992 an die Macht gelangt (S. 357 f.). Die Umstände waren dabei günstig, denn „auf dem deutschen Throne saß ein verzogener Knabe“, von dem keine Gefahr ausgegangen sei, und Basileios II. fand „im Morgenland gegen Bulgaren und Saracenen so viel zu thun“, dass er in der Adria kaum eingreifen konnte. Pietro gab für Handelsprivilegien Versprechen an beide Großmächte, die sich zum Teil widersprachen, er „betrog die einen und die andern“. Dann führt der Autor die seines Erachtens aus der schlechten Abschrift der Goldbulle von 992 herauslesbaren Details zum Handelsprivileg auf (S. 360–367). Die Urkunde, die am 19. Juli 992 – Gfrörer glaubt in Mülhausen – ausgestellt wurde, bestätigte nicht nur die alten Privilegien Venedigs. Sie erlaubte und schützte dessen Landbesitz, und sie veranlasste die Rückgabe aller Güter, die in den letzten 30 Jahren den Venezianern entrissen worden waren, wie Andrea Dandolo ausführt. Weder durften Venezianer im Reichsgebiet vor Gericht geladen, noch ihnen Abgaben für ihre Güter abverlangt werden, es sei denn, in Gegenwart venezianischer Richter („Mitgerichtsbarkeit“). Wer vor dem Dogen floh, der sollte gezwungen werden, „die Gnade des Dogen anzurufen“, es wurde also die „Auslieferung aller politischen Flüchtlinge“ vereinbart (S. 369, 372). Gfrörer sieht darin den von langer Hand vorbereiteten Plan, auf dem Festland „Landeshoheit“ zu erwerben, auch passe dies gut zur Vereinbarung mit Byzanz, notfalls die Lombardei zu besetzen. All dies, so der Verfasser, zeige: „Der Schwächling, welcher damals auf dem Throne Germaniens saß, gab es sorglos aus der Hand“ (S. 372). Nach Gfrörer allerdings ordnete dieser schwache Jüngling an, der Dogensohn Peter solle nun seinen Namen Otto tragen (S. 384). Im Gegensatz dazu forderten die beiden Ostkaiser Constantin und Basilius den Dogen auf, seinen Sohn nach Konstantinopel zu schicken. Aus der Abfolge der Schilderungen schließt Gfrörer, dass der Dalmatienfeldzug mit Erlaubnis der Kaiser stattgefunden habe. Laut Dandolo, den Gfrörer im Folgenden übersetzt, habe der Doge nach der Hilfsaktion für Bari seine Söhne Otto und Johann nach Konstantinopel geschickt. „Ja, Mitdoge Johann erhielt eine Nichte der beiden Herrscher, Maria, die Tochter ihrer leiblichen Schwester und des erlauchten Herrn Argyropolus, zur Gemahlin“ (S. 416). Auch Gfrörer schildert die Hochzeitszeremonie und „Constantin und Basil, legten ihnen die Hände auf das Haupt, um sie einzusegnen, auch wurden die Neuvermählten mit Kronen geschmückt“. Nach der Rückkehr vom Bulgarenfeldzug erhob Basilios den Dogensohn zum Patricius. Maria „schenkte er die Reliquien der h. Barbara“ (S. 417). Diese Reliquien wurden nach der Rückkehr nach Venedig in der „Dogencapelle“ niedergelegt. Die ausführliche Schilderung durch Johannes Diaconus betrachtet Gfrörer als eine Art Hofberichterstattung. Maria war „eine leibliche Enkelin des hochseligen Basileus Romanus II.“, sie war eine Nichte der beiden genannten Kaiser und eine Nichte „der verstorbenen deutschen Kaiserin Theophano traurigen Gedächtnisses“ (S. 418 f.). Der Doge schien am Ziel seiner dynastischen Pläne zu sein. Für Gfrörer ist das, was Johannes Diaconus behauptet, dass nämlich der Doge seinen Sohn nur auf massiven Druck der Kaiser nach Konstantinopel geschickt habe, eine „Unverschämtheit“. Der Doge habe nur den Zorn des Kaiserreichs gefürchtet, so beruhigte er die Venezianer, während er in Wirklichkeit seine dynastischen Pläne verfolgte. Weil LeBret über Damianis Urteil über Maria spottet, kontert Gfrörer: „Lebret, Verfasser der Geschichte von Venedig, ein Mensch von überaus knappem Verstande, der sich aber selbst für weise und aufgeklärt hielt, spottet über die angebliche Dummheit Peters Damiani, der den Gebrauch einer goldenen Gabel als verdammlich verschreie.“ Gfrörer hingegen glaubte, diese Abneigung habe Damiani aus den venezianischen Quellen geschöpft, die eine Abneigung gegen die Byzantinerin, ihren Verstoß gegen einfache Sitten und die Sparsamkeit verurteilt hätten (S. 422). Gfrörer deutet sogar an, dass Maria und Theophanu Teil eines byzantinischen Systems gewesen seien, den Aufstieg der westlichen Mächte zu verhindern: „Hätten viele Venetianerinnen … das von Maria gegebene Vorbild nachgeahmt, so würde das Seeland nie zu der Höhe von Macht aufgestiegen sein, die es wirklich erreichte.“ „Immerhin“, so der Autor, „steht fest, daß Luxus eines der Reizmittel ist, mit welchen Despotie freie und unverdorbene Völker zu ködern pflegt“ (S. 422). Schließlich schildert Gfrörer den drei Monate leuchtenden Kometen, worauf „Hungersnoth und Seuchen“ folgten, „welche letztere auch in das herzogliche Haus von Venedig einschlugen : innerhalb 16 Tagen sanken die Herzogin Maria und deren junger Gemahl in's Grab. Wären beide länger am Leben geblieben, so würde vielleicht die Umwälzung von 1026 um mehrere Jahre früher ausgebrochen sein“.
Pietro Pinton, der Gfrörers Werk im Archivio Veneto in den Jahresbänden XII bis XVI übersetzte und annotierte, korrigierte zahlreiche Annahmen Gfrörers, insbesondere wenn es um solche ging, zu denen der Beleg aus den Quellen fehlte oder zu ihnen in Widerspruch stand. Seine eigene kritische Auseinandersetzung mit Gfrörers Werk erschien erst 1883, gleichfalls im Archivio Veneto. Pinton lobt die scharfsinnigen Gedanken zum Chrysobullon von 992, glaubt aber nicht an die starke rechtliche Privilegierung der Venezianer, die erst zu Zeiten der Komnenen einsetzte. Auch die rückprojizierten Vorstellung vom Kreditwesen, die sich bei Gfrörer finden, lassen sich, so Pinton, aus der Quelle nicht ableiten. Auch finde sich dort kein Nachweis für die Verpflichtung zur Flottenhilfe, sondern nur zum Transport kaiserlicher Truppen. Außerdem habe es sich nur um eine alte und spontane Zusage gehandelt, keinesfalls um eine dauerhafte. Dadurch, dass Gfrörer akzeptiert, dass die Quellen die Venezianer nicht mehr als ‚Untertanen‘ sondern als ‚Fremde‘ bezeichnen, setze er sich zugleich in Gegensatz zu seinem eignen Konzept einer fortdauernden Suprematie des byzantinischen Kaisers über Venedig (S. 345). Die von Gfrörer angenommene Expansion Venedigs auf Reichsgebiet – über das seit langem anerkannte Maß hinaus – hält Pinton für eine überwiegend ökonomische, nicht aber politische Ausweitung. Insgesamt sieht Pinton sehr viel mehr eine Kontinuität der vertraglichen Verhältnisse, als einen perfiden Plan des Dogen, den unerfahrenen jungen Kaiser zu überlisten. Auch die Mutmaßung Gfrörers, es habe einen Zusammenhang zwischen dem Heiratsplan zwischen dem Dogensohn Johannes und der byzantinischen Prinzessin Maria, der Mitregentschaft dieses Sohnes und der Eroberung Baris gegeben, weist Pinton zurück. Sowohl die Pläne mit Heinrich II., die Johannes Diaconus unmittelbar vor dem Eheprojekt schildert, als auch die mit den Ostkaisern dienten, vor allem der ökonomischen Sicherung, und die Fernhändler Venedigs betrachteten die Ehepläne daher eher wohlwollend als ablehnend, wie Gfrörer glaubt. Auch die Abfolge – erst der westliche, dann die östlichen Herrscher – weise in diese Richtung eines Ausgleichs. In Pintons Augen dienten derlei Ehen vor allem dazu, Angriffe von Seiten der jeweiligen Staaten zu vermeiden, weniger, um dynastische und absolutistische Pläne gegen den angeblichen Widerstand der Venezianer zu verfolgen.
Francesco Zanotto war in seinem 1861 erschienenen Il Palazzo ducale di Venezia sicher, dass es bloße Dankbarkeit seitens der Ostkaiser für die Rettung Baris war, die sie dazu veranlasste, dem Dogensohn eine Prinzessin zur Frau zu geben. Pietro habe schon im Einverständnis mit dem ‚griechischen Hof‘ 35 Kriegsschiffe unter seiner persönlichen Führung auslaufen lassen. Der Sieg über die Narentaner machte die Eroberung des ‚slavischen Kontinents‘ leicht. In Spalato unterstellten sich ihm alle Städte der Küste zwischen Istrien und Ragusa. Die Versammlung des Volkes bestätigte ihn nach seiner Rückkehr als Dogen von Venedig und Dalmatien. Otto III. wollte den Dogen nunmehr persönlich kennenlernen. Drei Tage nach der Abreise des Kaisers berichtete der Doge der Volksversammlung vom Besuch und seinen Folgen. Die große Zuneigung des Volkes führte dazu, dass ihm zwei Jahre später das Recht eingeräumt wurde, seinen Sohn Johannes zum Mitdogen zu erheben, der, obwohl so jung, vielversprechend war. 1004 ersuchte der byzantinische Kaiser die Venezianer um Hilfe für das seit drei Monaten belagerte Bari. Nach Zanotto übernahm der Doge das Kommando; er ordnete nach 40 Tagen einen Ausfall an. Nach drei Tagen waren die Sarazenen besiegt. Um ihre Dankbarkeit zu zeigen, forderten die byzantinischen Kaiser den Dogen auf, seinen Sohn Johannes nach Konstantinopel zu schicken, um Maria zu ehelichen, Tochter des Patricius „Romano Argiropulo“ und Schwester des Kaisers Basilios. Die Brüder Johannes und Otto wurden mit einer „splendidezza veramente orientale“ empfangen (S. 63). Die Kaiser selbst waren während der Zeremonie nicht nur anwesend, sondern sie bekrönten die frisch Verheirateten mit goldenen Kronen, mit denen sie die beiden dem Hof und dem Volk präsentierten – Zanotto verweist damit implizit auf eine angedachte Thronfolge in Byzanz. Kurz nach ihrer Rückkehr nach Venedig kam ihr gemeinsamer Sohn zur Welt, und zur Feier dieses Ereignisses gab der Doge 1250 „lire piccole“ zugunsten des Volkes aus. Schließlich stattete der Doge die Markuskirche aus, darunter, wie Johannes Diaconus schreibt, und wie der Autor in einer Fußnote anmerkt, ein „dedalico instrumento“, was seit Filiasi als ‚seltene Orgel‘ („organo raro“) gedeutet wurde. Doch nun überfiel die Stadt die Pest, der auch der Sohn, die Schwiegertochter, der Enkel des Dogen zum Opfer fielen. Zum Trost gestattete das Volk dem Dogen, seinen drittgeborenen Sohn Otto zum Mitdogen zu erheben, obwohl dieser erst 14 Jahre zählte. Pietro fand seine letzte Ruhestätte in San Zaccaria bei seinen Angehörigen, die der Pest zum Opfer gefallen waren.
Emmanuele Antonio Cicogna vermerkt im ersten, 1867 erschienenen Band seiner Storia dei Dogi di Venezia „Pietro Orseolo II, ventesimosesto doge di Venezia“ sei bei seiner Wahl vielleicht 30 Jahre alt gewesen. ‚Hochberühmt‘ („celeberrimo“) sei sein Name in der Geschichte Venedigs. Er befreite um 998 Dalmatien von der ‚Gewalt der Slawen‘. Nach der Eroberung Dalmatiens und dem Besuch Ottos III. um 1001 wollten die Venezianer, dass der Doge seinen Sohn Johannes zum Mitdogen erhebe. Pietro gelang der Sieg vor Bari, wo Byzantiner und Venezianer gemeinsam die Sarazenen vertrieben. Nach der Ehe von Johannes und Maria, ihrer feierlichen Rückkehr, fielen diese mitsamt dem Enkel Basilio der Pest zum Opfer, wobei Cicogna das Alter des Johannes mit 24 angibt, das seines Bruders Ottone mit 14. Kurz nach der Erhebung Ottos zum Mitdogen, die das Volk zum Trost des Vaters durchgesetzt hatte, starb der chronisch kranke Doge mit 48 Jahren. Er wurde 1008 in San Zaccaria bei seinem Ältesten, der Schwiegertochter und dem Enkel beigesetzt.
Heinrich Kretschmayr sah in Otto III. und Petrus ähnliche Naturen, „dasselbe Bildungsinteresse, dieselbe Neigung für das Phantastische“, jedoch beim Dogen „gebändigt durch prüfende Überlegung und klaren Willen“. Er sah im Dogen eine Persönlichkeit, die sich „in einsamer Größe weit über alle ihre italienischen Zeitgenossen emporhebt“. „Er wurde zum eigentlichen Gründer der Stadt Venedig.“ Doch räumt Kretschmayr ein, dass es anfangs „zu Aufläufen und Tumulten selbst im Dogenpalast“ gekommen sei, und dass diese Zustände erst ein „Garantiedekret venezianischer Adliger“ vom Februar 998 änderte, durch deren 90 Unterschriften Fehde und Aufruhr beendet wurden. Während der erste und dritte Sohn, Johannes und Otto, zu Mitdogen erhoben wurden, nämlich 1002 bzw. 1008, wurden der zweite und der vierte Sohn, Orso und Vitale, zu Patriarchen von Grado. Außenpolitisch bezeugen die Ehen seiner Söhne Johannes und Otto – mit der Byzantinerin Maria und der gleichnamigen Schwester König Stephans von Ungarn, die zugleich Schwägerin Kaiser Heinrichs II. war –, dass Venedig für kurze Zeit auf der gleichen Ebene agierte, wie die beiden Kaiserreiche. Das „Paktum von Mühlhausen“ vom 19. Juli 992 erlaubte sogar Selbsthilfe gegen die angrenzenden Reichsgewalten, unterstellte die Venezianer – was Otto I. und Otto II. übergangen hatten, obwohl die früheren Verträge dies vorgesehen hatten – wieder der dogalen Gerichtsbarkeit. Dafür nahm Venedig den „Oberherrlichkeitsanspruch“ des Reiches in Kauf, um ihn dann zu ignorieren. König Otto hob 996 den Drittgeborenen des Dogen, Ottone, aus der Taufe. Auf seinem zweiten Romzug wurde der junge Kaiser im Januar 998 von seinem Patenkind, unter dem Schutz einer Flotte, in Ferrara begrüßt. Ende Juni 1000 ließ sich Otto III. von Johannes Diaconus vom Fortgang des Dalmatienfeldzugs unterrichten, daraufhin kam es zum geheimen Aufenthalt des Kaisers in Venedig. Wieder hob der Kaiser ein Kind des Dogen aus der Taufe, diesmal eine Tochter, fast nichts Politisches wurde beschlossen – für Kretschmayr eine reine „Stimmungsseligkeit“ aus „Liebe zum Freunde und zum heiligen Markus“ (S. 134). Die Flottenunternehmung Petrus’ zur Eroberung Dalmatiens, die Durchsetzung unbelasteten, freien Handels in der Adria schildert Kretschmayr (S. 136–138), schränkt aber ein: „Fast keine der gewonnenen Eroberungen war dauernd erworben. Die zuerst im 14. Jahrhundert für diese Zeit gemeldete Einsetzung venezianischer Statthalter in den Hauptstädten Dalmatiens ist abzuweisen, so begierig sie auch von den späteren Chronisten nachgeschrieben worden ist.“ Venedig blieb nach dem „Flottenspaziergang“ der Anspruch auf das Gebiet, neue Möglichkeiten und Besicherungen für den Handel, und es hatte mit Erfolg die Phase der Schwäche von Byzanz und des noch nicht ausgreifende Ungarn genutzt, um sich Handelsstationen zu sichern. Die am 10. August aufgebrochene Flotte erzwang am 6. September den Zugang zur Stadt und gemeinsam besiegten Byzantiner und Venezianer vom 16. bis 18. Oktober 1002 die Sarazenen (S. 129). Nach Kretschmayr verstand es sich von selbst, „daß er neben seinen als Ebenbild der Talente des Vaters gepriesenen ältesten Sohn Johannes, einmal zum Jüngling herangereift, zu seinem Mitregenten erhob (1002)“ (S. 127). Nach dem Autor erfolgte die Eheschließung etwa im Juli 1004 (S. 142). Etwa im März 1005 beendete Basilios demnach seinen Bulgarenfeldzug. Doch „Johannes, Maria und ihr Söhnchen erlagen rasch nacheinander einer pestartigen Seuche“. Und auch wenn Otto nun zum Mitherrscher des Petrus wurde, „die Lust an der Welt war ihm verloren, seit das Haus seines Erstgeborenen verödet war“ (S. 143).
John Julius Norwich meint in seiner History of Venice, „Pietro Orseolo II towers above the other Doges of his day like a giant among pygnies; and from the outset his subjects seem to have recognized his greatness.“ Für Venedig, so der Autor, sei Ruhm gleichbedeutend mit Handel gewesen, dafür, so behauptet er, habe Venedig jederzeit seine Flotte für den Transport kaiserlicher Truppen bereithalten müssen. Mit dem Schwärmer Otto III. gelang ihm eine ähnlich günstige Regelung, deren Ausgangspunkt eine persönliche Verehrung und Freundschaft war. Norwich zählt, im Gegensatz zu Kretschmayr, praktisch alle muslimischen Staaten rund um das Mittelmeer zu Venedigs neuen Handelspartnern, wozu er plastisch vor Augen führen möchte, wie überladene Schiffe venezianische Waren transportierten, wie den Venezianern Handelserfolge immer wichtiger waren, als Glaube oder „bloodshed“. Auch nach 1002 stand der Doge auf der Seite des Reiches, und er unterstützte Heinrich II. gegen Arduin von Ivrea. Dennoch war dem Dogen die Beziehung zu Byzanz wichtiger, für das er seinen ältesten Sohn aufsparte, der jedoch mitsamt seiner Familie einer Epidemie zum Opfer gefallen sei. Ihn hatte er, nach über sechzig Jahren sei dies zum ersten Mal geschehen, zum Mitdogen erhoben, wie nach dessen frühen Tod seinen jüngeren Sohn Otto. Dies alles sei im Rahmen einer weiträumig angelegten Heiratspolitik geschehen.